# 霍伊列爾山 (奧永區)
10°43′31″S 76°40′41″W / 10.72528°S 76.67806°W
霍伊列爾山（Quyllur），是秘魯的山峰，位於該國中南部利馬大區，由奧永省的奧永區負責管轄，屬於安地斯山脈的一部分，海拔高度5,000米。